# Бордушелу (Јаломица)
Бордушелу (рум. Bordușelu) насеље је у Румунији у округу Јаломица у општини Чокина. Oпштина се налази на надморској висини од 32 m.

## Становништво
Према подацима из 2002. године у насељу је живело 928 становника, од којих су сви румунске националности.